# John Willis Menard
John Willis Menard (ur. 3 kwietnia 1838 w Kaskaskii, zm. 8 października 1893 w Waszyngtonie) – amerykański urzędnik, dziennikarz i polityk.

## Życiorys
Urodził się 3 kwietnia 1838 r. w Kaskaskii i tam spędził całe dzieciństwo, pracując prawdopodobnie na farmie w pobliżu miasta, jednak informacje na temat jego młodości są bardzo skąpe. Należał do wolnej ludności, prawdopodobnie był Mulatem, a jego rodziców przedstawiano jako Kreolów. Uczęszczał do szkoły w Sparcie, studiował potem na Iberia College w Ohio, znanego z abolicjonistycznych wartości, jednak nie uzyskał dyplomu.
W 1859 r. przemawiał w Springfield na uroczystości w związku ze zniesieniem niewolnictwa w Indiach Zachodnich, a rok później została wydana jego popularna broszura An Address to the Free Colored People of Illinois. W okresie wojny secesyjnej jako pierwszy Afroamerykanin pracował w Departamencie Zasobów Wewnętrznych Stanów Zjednoczonych, gdzie prezydent Abraham Lincoln powierzył mu zadanie opracowania analizy na temat Hondurasu Brytyjskiego jako potencjalnego miejsca osiedlenia społeczności afroamerykańskiej.
Następnie w 1865 r. przeniósł się do Nowego Orleanu, gdzie pracował m.in. jako inspektor celny. Wydawał również gazetę „The Free South”, później przemianowaną na „The Radical Standard”. W okresie pobytu w tym mieście był aktywnym działaczem Partii Republikańskiej i propagatorem na rzecz praw obywatelskich. W 1868 r. jako pierwszy Afroamerykanin został wybrany, uzyskując 64% głosów, do Kongresu Stanów Zjednoczonych, gdzie miał objąć mandat po zmarłym kongresmenie Jamesie Mannie. Jednak na skutek odwołań wnoszonych przez jego przeciwnika Caleba Hunta, który kontestował także wybór Manna, Kongres musiał rozstrzygnąć o prawidłowości wyborów. Ostatecznie zapadała decyzja o nieobsadzaniu spornego miejsca do końca kadencji i Menard nigdy nie zasiadł w Izbie, ale i tak występując 27 lutego 1869 r. przed Kongresem w sprawie sporu o obsadzenie wakatu został pierwszym Afroamerykaninem, który przemawiał na jego sesji. Uzyskał jedynie prawo do wynagrodzenia równego kongresmenom, a pierwszym Afroamerykaninem zasiadającym w Izbie Reprezentantów został później Joseph Rainey.
W 1871 r. Menard przeprowadził się do Jacksonville na Florydzie i zaczął wydawać „Island City News”, ponownie zaangażował się w działalność Partii Republikańskiej i na rzecz praw obywatelskich. Dwa lata później bez powodzenia ubiegał się o miejsce w Izbie Reprezentantów stanu Floryda. W 1874 i 1877 r. był wybierany na sędziego pokoju hrabstwa Duval. W 1879 r. wydał zbiór poezji poświęconej prawom obywatelskim Lays in Summer Lands, m.in. z wierszem Waiting at Live Oak. Trzy lata później, wraz z zięciem Thomasem V. Gibbsem, założył „Key West News” oraz „Florida News” (późniejszy „Southern Leader”), w których promowali walkę o prawa obywatelskie bez przemocy i usiłowali zwalczać segregację rasową.
W 1889 r. przeniósł się do Waszyngtonu, gdzie podjął pracę w Departamencie Skarbu Stanów Zjednoczonych, potem pracował w biurze statystycznym. Został też założycielem magazynu „National American”.
Zmarł 8 października 1893 r. w Waszyngtonie.

## Życie prywatne
Żonaty z Jamajką Elizabeth, z którą miał troje dzieci.